# Nyárlőrinc
Nyárlőrinc es un pueblo ubicado en el distrito de Kecskemét, en el condado de Bács-Kiskun, Hungría.

## Superficie
Posee una superficie de 66,36 kilómetros cuadrados.

## Demografía
Hasta 2019 la población era de 2359 habitantes, con una densidad de población de 35,55 habitantes por kilómetro cuadrado.